# La verdad sobre el caso del señor Valdemar
La verdad sobre el caso del señor Valdemar (título original en inglés: «The Facts in the Case of M. Valdemar»), también conocido como «El extraño caso del señor Valdemar» o «Los hechos en el caso del señor Valdemar», es un cuento del escritor estadounidense Edgar Allan Poe publicado por primera vez en diciembre de 1845 en la revista American Whig Review. Poe jugó con la ambigüedad del título hasta admitir que era un trabajo puramente imaginario de sus Marginalia. Es un excelente ejemplo de relato de suspense y terror. 

## Argumento
El narrador, llamado P..., describe el interés creciente en el mesmerismo, una pseudociencia consistente en imbuir al paciente en un estado hipnótico mediante la influencia del magnetismo (el mesmerismo evolucionaría más adelante en la hipnosis). Señala que, hasta donde él sabe, nadie ha mesmerizado a un voluntario en el umbral de su muerte, y tiene curiosidad por conocer sus efectos en un moribundo. 
Su amigo Valdemar, enfermo terminal de tuberculosis, consiente en realizar el experimento. Mientras Valdemar cae en trance, afirma primero que está muriendo, luego que está muerto. P... le deja en un estado mesmérico durante siete meses, durante los cuales carece de pulso y respiración perceptible, y su piel se aprecia pálida y fría. 
P... finalmente trata de despertarlo, y en el transcurso de la operación todo el cuerpo de Valdemar degenera instantáneamente, según el relato, en «una masa casi líquida de odiosa y repugnante descomposición».

## Publicación y acogida
«La verdad sobre el caso del señor Valdemar» fue publicado simultáneamente en el número de diciembre de 1845 de la American Review: A Whig Journal, y el de 20 de diciembre del mismo año del Broadway Journal. Muchos lectores, tanto en Londres como en Estados Unidos, llegaron a creer que la historia era en realidad un reportaje periodístico, según recoge el propio Poe en sus Marginalia. Robert Collyer, un sanador inglés de visita en Boston, escribió a Poe afirmando que él mismo había llevado a cabo un experimento semejante para reanimar a un hombre declarado difunto (aunque en verdad el hombre resultó ser un marinero borracho, el cual había revivido a resultas de un baño caliente). Otro inglés, llamado Thomas South, tomó nota de la historia para su libro Early Magnetism in its Higher Relations to Humanity, de 1846.
En Inglaterra, la poetisa Elizabeth Barrett admiró, dentro de lo terrorífico del relato, la eficacia de la escritura, y un grupo de swedenborgianos (seguidores del escritor místico Emanuel Swedenborg), como se ha visto, creía que se trataba de hechos reales.
El poeta virginiano Philip Pendleton Cooke confesó a Poe que la historia le había aterrorizado; que era «el más condenadamente verosímil, horrible, espeluznante, impactante e ingenioso capítulo de ficción que nadie pudiese concebir o llevar a cabo. ¡Esa voz humana gelatinosa y viscosa! Nunca se oyó nada igual».

## Análisis
El traductor de Poe al castellano, Julio Cortázar, en una reseña del cuento, afirma que en «La verdad...» se revela como en ninguna otra obra la influencia que tuvo sobre el autor la literatura efectista y con pretensiones científicas de la Blackwood's Magazine, revista inglesa famosa en su época, aunque, sigue Cortázar, «de los cuentos del Blackwood a “Valdemar” hay exactamente la distancia del periodista al poeta».
En este sentido, Poe utiliza descripciones especialmente detalladas e incluso altos niveles de horror gráfico (anticipando de alguna manera el actual cine gore). En determinado momento, por ejemplo, los ojos de Valdemar segregan «un humor amarillento de olor fuertemente acre y nauseabundo»; si bien la imaginación morbosa de Poe alcanza su cima expresiva en las líneas finales:

todo su cuerpo a la vez, en el espacio de un solo minuto o incluso menos, se contrajo, se desmoronó absolutamente podrido entre mis manos, y sobre la cama, ante todos los presentes, no quedó más que una masa casi líquida de odiosa, de repugnante descomposición.

Esta asqueantes imágenes inspirarían posteriormente a muchos autores del género macabro, incluyendo a H. P. Lovecraft. El propio Lovecraft sitúa el relato, junto a Manuscrito hallado en una botella, La narración de Arthur Gordon Pym y algunos otros, entre los más intensos relatos de horror de tipo sobrenatural, los cuales «confirieron a su autor un puesto inatacable como padre y fuente de toda la ficción diabólica moderna».
Para Hervey Allen, uno de los principales biógrafos de Poe, los cuentos precursores de la ciencia ficción «Von Kempelen y su descubrimiento», Revelación mesmérica y La verdad sobre el caso del señor Valdemar suponían más que nada una respuesta al gran interés que despertaban entre el público, en vida de Poe, los últimos descubrimientos relacionados con la ciencia y la pseudociencia, a los cuales el autor, sin embargo, no concedía mucho crédito, debido a «su fe absoluta en la razón, su desprecio de las emociones vulgares y su confianza egotista en la propia capacidad de análisis». El gran poder de fascinación de estos relatos era debido a la maestría de su ejecución. En este sentido, Allen afirma que hoy en día cientos de iniciativas similares de aquel tiempo permanecen olvidadas en volúmenes polvorientos.
En castellano, Valdemar viene a significar valle del mar. El nombre sugiere a la vez un estado sólido y líquido, lo que hace pensar en las líneas finales antes citadas.
La muerte de Valdemar por tuberculosis y los intentos de retrasarla lo más posible, pueden haber sido sugeridos al autor por el estado de su esposa, Virginia Clemm. En el momento de la publicación del relato, a ella no le quedaban más que dos años de vida; su muerte fue debida igualmente a la tuberculosis. Los detalles tan exactos que traza Poe, por lo tanto, podrían haber sido sugeridos por los sufrimientos a que estaba asistiendo en su propia casa. De igual modo, Poe podría haberse inspirado en el espiritualista y sanador Andrew Jackson Davis, a cuyas conferencias sobre mesmerismo había asistido.

## Adaptaciones
- «La verdad sobre el caso del señor Valdemar» fue uno de los tres relatos de Poe adaptados al cine en la película argentina Obras maestras del terror (1960), del director Enrique Carreras. Las otras historias eran «El barril de amontillado» y «El corazón delator». Esta película se estrenó en Estados Unidos, en 1965.

- Fue igualmente una de las tres partes que integraban la película del estadounidense Roger Corman Tales of Terror (1962), protagonizada por Vincent Price y Peter Lorre. Las otras historias eran «Morella» y «El gato negro» (esta última historia aparece refundida en el film con otro cuento: «El barril de amontillado»).[1]

- Narciso Ibáñez Serrador rodó dos episodios de su famosa serie de televisión Historias para no dormir a partir de una adaptación del relato de Poe que él mismo llevó a cabo y firmó con su seudónimo habitual para esa tarea: Luís Peñafiel. El primero, llamado El Pacto, pertenece a la primera temporada de la serie, y se estrenó el 25 de marzo de 1966, mientras que el segundo, remake en color del primero, y titulado El caso del señor Valdemar, pertenece a la última temporada, y se estrenó el 13 de septiembre de 1982.

- El cineasta estadounidense George A. Romero, por su parte, adaptó el relato en Two Evil Eyes (1990).